# Burmannia candelabrum
Burmannia candelabrum är en enhjärtbladig växtart som beskrevs av François Gagnepain. Burmannia candelabrum ingår i släktet Burmannia och familjen Burmanniaceae. Inga underarter finns listade i Catalogue of Life.